# Joshua Titima
Joshua Titima (sinh ngày 20 tháng 10 năm 1992) là một cầu thủ bóng đá người Zambia thi đấu cho Power Dynamos, ở vị trí thủ môn.

## Sự nghiệp
Titima từng thi đấu cho Power Dynamos.
Anh ra mắt quốc tế cho Zambia năm 2012. Anh là thủ môn số 3 của Zambia và Cúp bóng đá châu Phi 2012 là kì Cúp bóng đá châu Phi đầu tiên của anh, nhưng không thi đấu trận nào. Anh có tên trong đội hình sơ loại Zambia tham dự Cúp bóng đá châu Phi 2013, và sau đó nằm trong đội hình chính thứcc.